# Джугашвили, Виссарион Иванович
Виссарио́н (Бесо́) Ива́нович Джугашви́ли (груз. ბესარიონ ჯუღაშვილი; ок. 1850, Диди-Лило, Тифлисская губерния — 25 августа 1909, Тифлис) — отец Иосифа Сталина.

## Биография
Виссарион Джугашвили родился в селе Диди-Лило Тифлисской губернии (ныне Гардабанский район, край Квемо-Картли, Грузия) в семье крепостных крестьян князя Мачабели.
Как утверждает российский писатель Э. С. Радзинский, дед Виссариона — Заза Джугашвили — неоднократно участвовал в крестьянских бунтах, как минимум дважды был арестован и бежал из-под стражи. В конце концов, он поселился в деревне Диди-Лило и там женился. Заза был пастухом. Отец Виссариона — Вано Зазович Джугашвили занимался выращиванием и продажей винограда. Старший брат Виссариона — Георгий Иванович Джугашвили, владел харчевней на дороге в селении Манглиси, которое являлось популярным местом отдыха грузинской аристократии.
Английский историк Саймон Себаг-Монтефиоре отмечает, что Заза Джугашвили был осетином, и Виссарион в истории болезни незадолго до смерти также записан осетином. Фамилия Джугашвили по мнению историка имеет осетинское происхождение, однако в контексте происхождения Сталина этот факт он оценивает как малозначимый, поскольку ко времени рождения Иосифа Джугашвили уже «огрузинились».
По воспоминаниям современников, Виссарион умел читать по-грузински и по памяти цитировал фрагменты из поэмы «Витязь в тигровой шкуре». Кроме грузинского, он также знал русский, армянский и азербайджанский языки. По всей видимости, знания были получены им самостоятельно, так как в школе Виссарион не обучался. В 1860-е годы отец Виссариона умер, брат Георгий был убит. Виссарион с сестрой Пелагеей ушёл в Тифлис и стал работать на обувном заводе армянского фабриканта Адельханова, где вскоре получил звание мастера. В конце 1860-х — начале 1870-х годов армянский купец Иосиф Барамов (Барамянц) организует в Гори фабрику по пошиву и ремонту обуви и приглашает в неё лучших грузинских мастеров, среди которых был и Виссарион Иванович Джугашвили.
Виссарион женился на Екатерине (Кеке) Геладзе, дочери крепостного крестьянина князей Амилахвари. Венчание состоялось в Успенском соборе города Гори 17 мая 1874 года. У них было трое детей, двое из которых умерли в младенчестве:
- Михаил, родился 14 февраля 1875 года, умер 21 февраля того же года;
- Георгий появился на свет 24 декабря 1876 года, умер от кори 19 июня 1877 года;
- Иосиф, родился 6 (18) декабря 1878 года[Комм. 1].

Из воспоминаний Нико Тлашадзе, соседа и друга детства Сталина в Гори:

«Когда приходил отец Сосо Бесо, мы избегали играть в комнате. Бесо был очень своеобразным человеком. Он был среднего роста, смуглый, с большими чёрными усами и длинными бровями, выражение лица у него было строгое. Он ходил всегда мрачный. Он носил короткий карачогельский архалук и длинную карачогельскую черкеску, опоясывался узким кожаным поясом. Надевал сапоги, заправлял шаровары в голенища, шапку носил с козырьком»
Достоверных портретов Виссариона Джугашвили не сохранилось. Предполагаемая фотография его, ныне экспонирующаяся в мемориальном музея Сталина в Гори, не была опознана Сталиным.
Некоторое время Виссарион Джугашвили был в Гори успешным сапожником. Сталин впоследствии утверждал, что его отец имел собственную мастерскую и наёмных рабочих. Но затем Виссарион стал злоупотреблять алкоголем и разорился. Оставив жену и сына в Гори, он перебрался в Тифлис, где вновь стал рабочим на обувной фабрике. По разным источникам это произошло, когда Сталину было 5 или 10 лет.
В 1889 году Виссарион хотел забрать сына из второго подготовительного класса Горийского духовного училища, чтобы обучить собственному ремеслу, но друзья отговорили его это делать. В 1890 году, после несчастного случая[уточнить] с Иосифом, Виссарион забрал сына в Тифлис и устроил его работать на обувной фабрике Адельханова. Однако в Тифлис приехала за сыном Екатерина Георгиевна и вернула его в Гори, где он продолжил духовное образование.
Около 1892 года Виссарион прекратил финансовую помощь сыну, по версии последнего «в наказание того, что я не по его желанию продолжал образование».
20 августа 1909 года Виссарион Джугашвили, ставший к тому времени бездомным алкоголиком, был доставлен из ночлежного дома в Михайловский госпиталь Тифлиса, где умер 25 августа 1909. Саймон Себаг-Монтефиоре со ссылкой на историю болезни утверждает, что Виссарион страдал туберкулёзом, колитом и хронической пневмонией, а на момент смерти ему было 59 лет. Стивен Коткин и Ольга Эдельман называют причиной смерти цирроз печени. Альтернативные версии о смерти Виссариона около 1890 года и о гибели его от удара ножом во время пьяной драки не основаны на надёжных источниках.

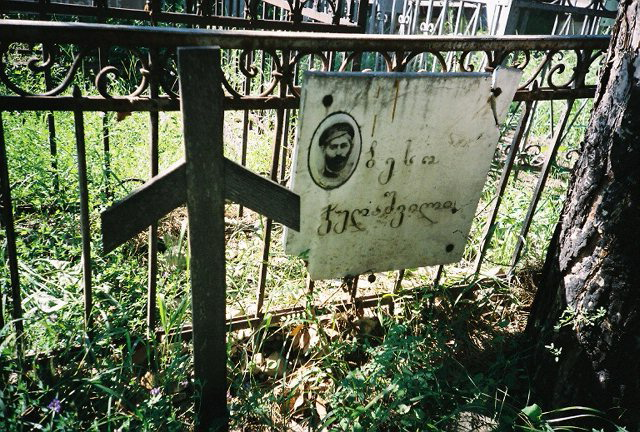
Предполагаемая могила Виссариона Джугашвили в Телави.

Предположительно, Виссарион Джугашвили похоронен в Телави, однако подлинность захоронения не установлена.

### Комментарии
1. ↑  Согласно записям в метрической книге горийского Успенского собора, Иосиф Джугашвили родился 6 (18) декабря 1878 года, а не 9 (21) декабря 1879 года, как значится в его официальной биографии советского периода[5].
2. ↑  Сосо́ — уменьшительная форма имени Иосиф в Грузии.